# لیام دوران
لیام دوران (انگلیسی: Liam Doran؛ زادهٔ ۲۲ مارس ۱۹۸۷) راننده مسابقه‌ای، و راننده خودروی مسابقه‌ای اهل بریتانیا است.